# Северн
Северн (англ. Severn) — річка у Великій Британії, найважливіша річка Англії після Темзи. Починається біля східного схилу Плінліммона в Уельсі. У верхній течії утворює кілька водоспадів, а від Вельшпула, за 244 км від гирла стає судноплавною. Довжина 300 км.
Прямуючи далі на схід, Северн тече долиною, ширина якої 1,5 км, перетинає родючу рівнину Шрусбері, а у нижній течії річка оточена лісистими горами. Нижче Вустера Северн вступає у родючу рівнину Глостера, біля гирла розливається в широкий лиман і між мисами Брін-Даун і Лавернок впадає до Бристольського каналу. Під час припливів вода біля гирла підіймається іноді на 18 м, греблі на річці захищають країну від повеней.
Завдяки спорудженому каналу, морські кораблі у 300 тонн досягають Глостера. Біля Шарпненсс-Докса, розташованого в гирлі каналу, через Северн збудований залізничний міст (1879), довжина якого 1 269 м, з двома проходами посередині, кожний шириною 99.6 м і висотою 21,3 м, а нижче за течією біля Нью-Песседжа під Северном прокладено залізничний тунель довжиною 7 200 метрів (збудований у 1873—1887 роках).
Разом із притоками Ейвоном, Еском і Ваєм Северн утворює басейн, площею 21 027 км². Каналами річка з'єднана з Темзою, Трентом, Гамбером і Мерсі.